# Dánská koruna

vývoj kurzu dánské koruny a eura ve fluktuačním pásmu dle ERM II

Dánská koruna je měna Dánského království - tzn. Dánska, Faerských ostrovů a Grónska. Jedna koruna je rozdělena na 100 øre. Její kódové označení podle normy ISO 4217 je DKK, domácí zkratkou je pak „kr.“.
Od 1. ledna 1999 je zapojena do ERM II s centrální paritou 1 EUR = 7,46038 DKK a úzkým fluktuačním pásmem ± 2,25 %, ale zároveň má Dánsko zajištěný tzv. opt-out a není povinováno zavést euro na svém území. V roce 2000 se konalo referendum o přistoupení k euru, při 87,6 % účastí bylo 46,8 % voličů pro a 53.2 % proti, přistoupení k euru tedy bylo zamítnuto.

## Historie
Mezi lety 1873 a 1914 byla mezi Švédskem (které bylo v unii s Norskem) a Dánskem (jehož součástí byly Island, Faerské ostrovy a Grónsko) Skandinávská měnová unie. V tomto období se ve všech zmíněných státech platilo jednotnou měnou - korunou. Po rozpadu unie začal každý stát používat vlastní nezávislé měny odvozené od zaniklé společné. Všechny nástupnické měny si ale zachovaly stejný název „koruna“, který se v jednotlivých státech přizpůsobil místní výslovnosti a pravopisu. Před vznikem koruny se v Dánsku používal rigsdaler. 

## Mince a bankovky
Mince mají hodnotu 50 øre a 1, 2, 5, 10, 20 korun.
| Hodnota  | Líc                           | Rub                               |
| -------- | ----------------------------- | --------------------------------- |
| 50 øre   | Koruna krále Kristiána V.     | Srdce (symbol Královské mincovny) |
| 1 koruna | Monogram královny Markéty II. | Tradiční design (děrovaný)        |
| 2 koruny | Monogram královny Markéty II. | Tradiční design (děrovaný)        |
| 5 korun  | Monogram královny Markéty II. | Tradiční design (děrovaný)        |
| 10 korun | Královna Markéta II.          | Státní znak Dánska                |
| 20 korun | Královna Markéta II.          | Státní znak Dánska                |

Bankovky jsou vydávány v nominálních hodnotách 50, 100, 200, 500, 1000 korun. Od roku 2009 byla zaváděna nová série bankovek s motivem mostů na líci a archeologických nálezů na rubu.
| Vyobrazení | Vyobrazení | Hodnota  | Rozměry     | Barva | Barva          | Popis                     | Popis                                                        | Popis            |
| Líc        | Rub        | Hodnota  | Rozměry     | Barva | Barva          | Líc                       | Rub                                                          | Uvedení do oběhu |
| ---------- | ---------- | -------- | ----------- | ----- | -------------- | ------------------------- | ------------------------------------------------------------ | ---------------- |
|            |            | 50 kr.   | 125 × 72 mm |       | Fialová        | Most Sallingsung          | nádoba z doby kamenné nalezená nedaleko Skarpsallingu        | 11. srpna 2009   |
|            |            | 100 kr.  | 135 × 72 mm |       | Oranžovo-žlutá | Starý most přes Malý Belt | dýka z doby kamenné nalezená nedaleko Hindsgavlu             | 4. května 2010   |
|            |            | 200 kr.  | 145 × 72 mm |       | Zelená         | Knippelsbro               | opasková spona z doby bronzové nalezená nedaleko Langstrupu  | 19. října 2010   |
|            |            | 500 kr.  | 155 × 72 mm |       | Modrá          | Most královny Alexandriny | nádoba z 4. či 3. století př. n. l. nalezená nedaleko Keldby | 15. února 2011   |
|            |            | 1000 kr. | 165 × 72 mm |       | Červená        | Most přes Velký Belt      | Trundholmský sluneční vozík                                  | 24. května 2011  |

### Bankovky Faerské koruny
Faerské ostrovy používají kromě dánských bankovek i bankovky s vlastními motivy svého přírodního bohatství. Faerská koruna je jen lokální variantou dánské koruny a je s ní pevně svázána v poměru 1:1.